# Karel Philips Spierincks

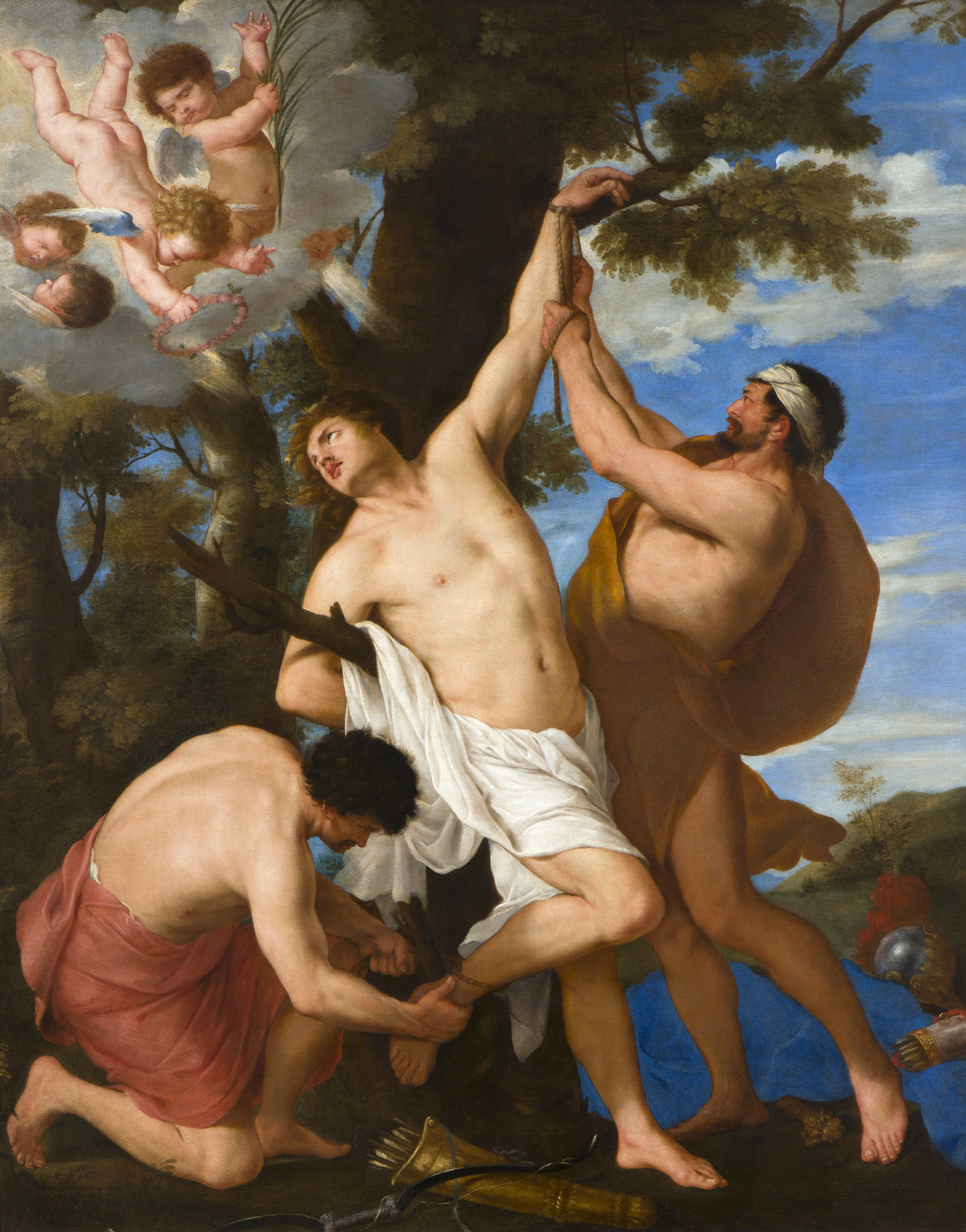
Martirio di san Sebastiano

Karel Philips Spierincks (Bruxelles, 1600 ca. – Roma, 22 maggio 1639) è stato un pittore fiammingo.

## Biografia
Le informazioni sulla breve vita di Karel Philips Spierincks sono carenti e anche la sua data di nascita è incerta. A Bruxelles seguì gli insegnamenti di Michel de Boerdous. Arrivò a Roma, forse nel 1622, dove era comunemente chiamato Carlo Fiammingo o Carlo Filippo. Diventò allievo del pittore e compatriota Paul Brill, famoso come paesaggista. Entrò anche nell'orbita di Nicolas Poussin e strinse un forte legame d'amicizia con lo scultore fiammingo François Duquesnoy, con cui convisse in diverse abitazioni, assieme ad altri artisti, dal 1625 fino alla morte.

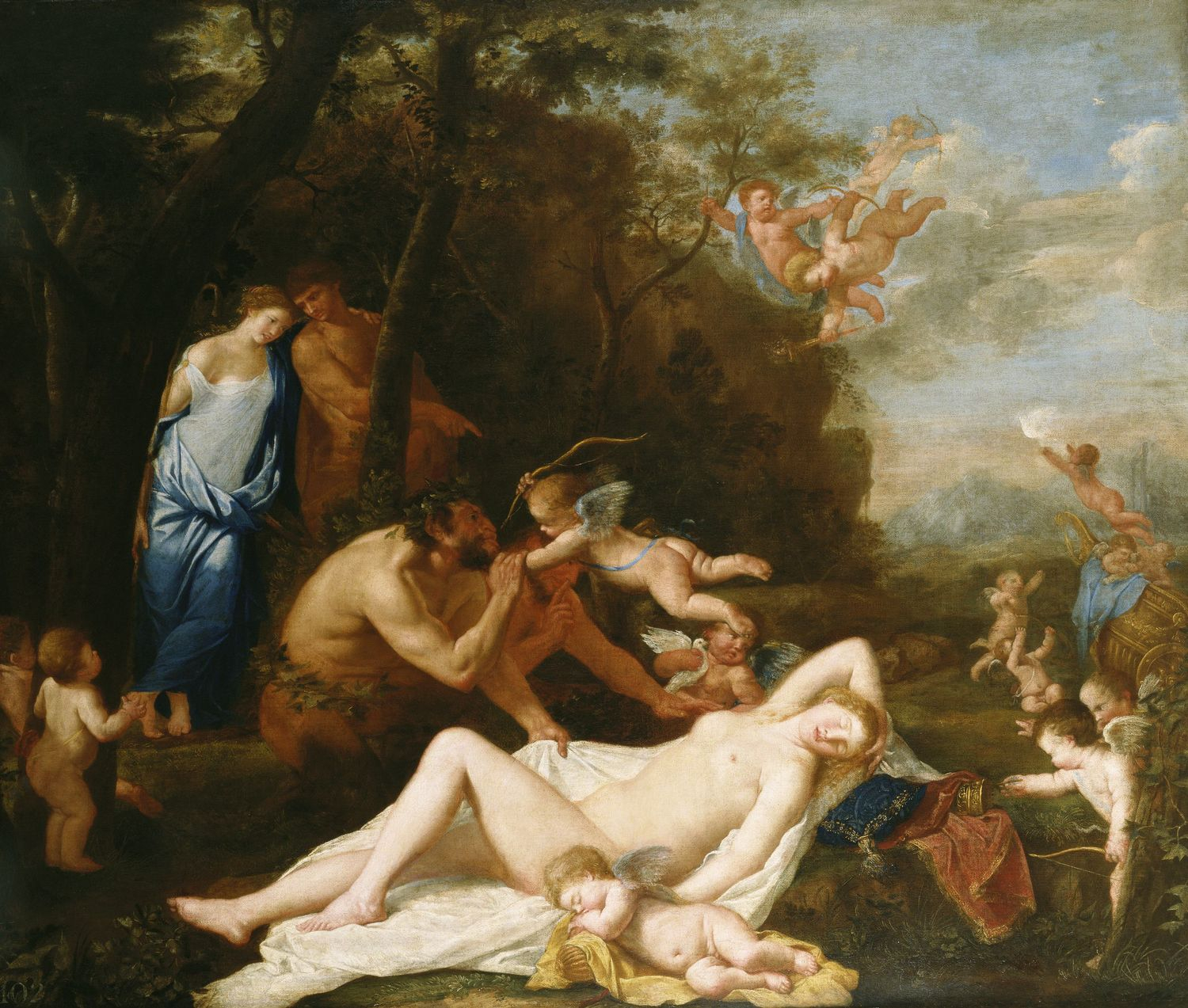
Venere con Amorini e Satiri

Influenzato dalla corrente neo-tizianesca che si affermava nel panorama artistico romano degli anni venti e trenta del Seicento, risentì certamente del cromatismo di Tiziano e dei suoi Baccanali, allineandosi in questo modo anche alle tematiche trattate da Poussin e al suo stile. Un modello per Spierincks può essere identificato, ad esempio, nella Venere e Adone di Poussin (Texas, Fort Worth, Kimbell Art Museum), che può essere avvicinata alla tela raffigurante Venere dormiente con Cupido e Satiri (Londra, Royal Collection), o al Sileno ebbro, attualmente conservato al Museo reale delle belle arti del Belgio, a Bruxelles.

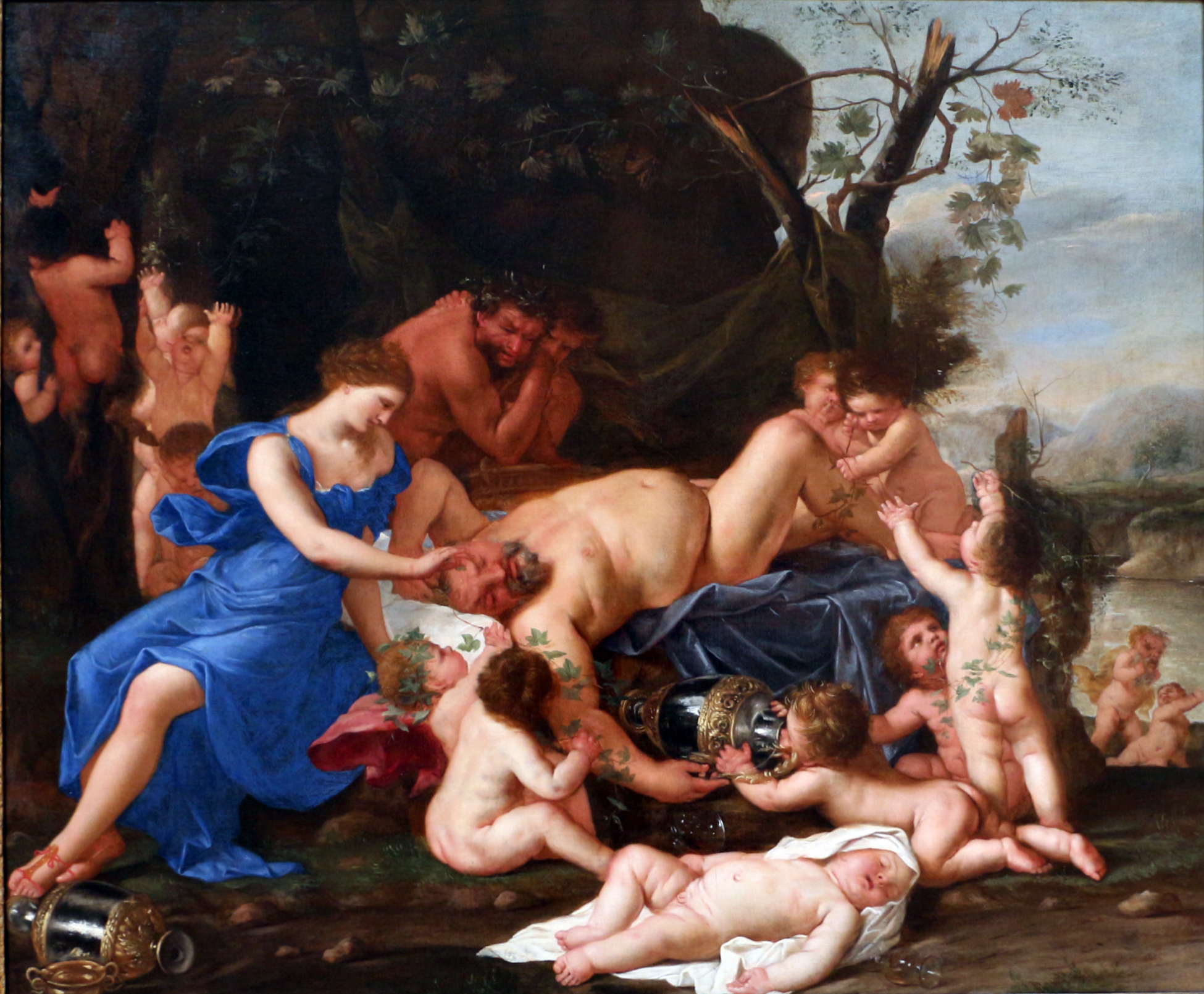
Sileno ebbro, la ninfa Egle, due Satiri e putti

Spierincks fu riscoperto da Anthony Blunt nel 1960 con un prezioso contributo pubblicato su The Burlington Magazine, che riuniva una serie di opere stilisticamente affini, conservate in collezioni inglesi e riconducibili al pittore fiammingo. Una migliore caratterizzazione della produzione pittorica dell'artista è stata fornita nei decenni successivi da Silvia Danesi Squarzina.
Prova del suo successo, già ai tempi in cui operava, era la vicinanza al marchese Vincenzo Giustiniani, in qualità di pittore ed incisore (per lui realizzò una magnifica tela con "Agar confortata dall'angelo", oggi conservata al Neues Palais di Potsdam, e la tavola n. 69 della Galleria Giustiniana), ma anche la sua attività da copista per papa Urbano VIII.

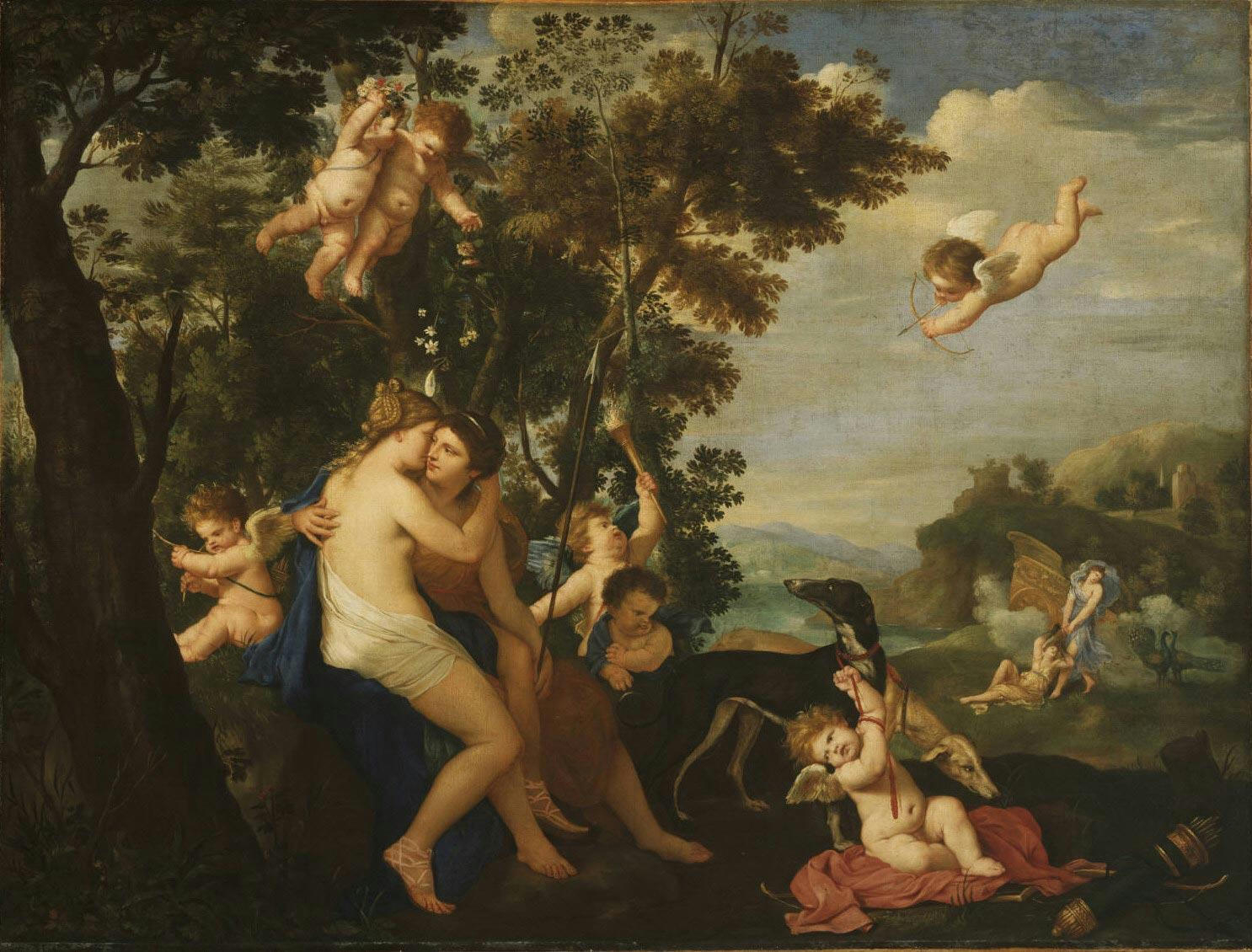
Giove e Callisto

Fu attivo anche nella sagrestia della chiesa di Santa Maria dell'Anima, probabilmente presentato alla Confraternita dall'amico Duquesnoy. Gli studi di Hoogewerf e di Schmidlin dimostrano che doveva realizzare quattro tele per tale ambiente che però non furono portate a termine per la prematura morte del pittore. Sue opere, inoltre, figuravano tra i beni di Pietro Pescatore, un ricco mercante di origine fiamminga membro della Confraternita di Santa Maria dell'Anima. Tra queste un San Norberto veniva rivendicato nel 1642 dalla Confraternita, che era stata la committente di tale opera.
Fu sepolto nella chiesa di Santa Maria della Pietà in Camposanto dei Teutonici, che si trova entro le mura della Città del Vaticano.
Alla Galleria Corsini si conserva il dipinto Pan e Siringa che fu attribuito a Karel Philips Spierincks da Sivigliano Aloisi e che è stato inserito nella mostra Intorno a Poussin (1994-1995), alla Galleria Corsini. La tela proviene dalle collezioni della famiglia patrizia romana Sacchetti, dove era attribuita a Poussin. Ha strette analogie con un dipinto, dello stesso autore e di identico soggetto, che è conservato a Dresda e che è datato 1637.
Tra le opere a tema sacro, oltre alla tela di Potsdam, si segnala un Martirio di san Sebastiano pubblicato su The Burlington Magazine.